# Уолш, Микаэла
Микаэла Уолш (род. 5 июня 1993, Белфаст) — ирландская боксёрша, призёр чемпионата Европы 2018 года, серебряный призёр Европейских игр 2019 года, серебряный призёр Игр Содружества. Член сборной Ирландии по боксу.

## Карьера
Проживает в Северной Ирландии. На ринг выходит в наилегчайших весовых категориях.
На Играх Содружества 2014 года в Глазго Уолш взяла серебряную медаль раздельным решением судей. В 2018 году она перешла в полулёгкий вес и снова завоевала серебро.
Её брат Эйдан также является медалистом Игр Содружества в боксе.
На чемпионате Европы 2018 года в Софии, сумела стать призёром, завоевав бронзовую медаль чемпионата.
На 10-м чемпионате мира по боксу среди женщин в Индии, в поединке 1/8 финала, 19 ноября 2018 года, ирландская спортсменка встретилась с Алессией Мессиано из Италии, уступила ей 1:4 и завершила выступление на мировом первенстве.
На Европейских играх в Минске сумела завоевать серебряную медаль, в решающем поединке уступила болгарской боксёрше Станимире Петровой.